# Pallywood
Pallywood (et Portmanteau af "Palæstina" og "Hollywood") refererer til, at visse mediehændelser i den israelsk-palæstinensiske konflikt er arrangeret eller direkte instrueret som regulære filmproduktioner af palæstinensiske kameramænd og video-team, ofte ved hjælp af udstyr fra vestlige nyhedsbureauer – og sendt til disse med henblik på international brug. Formålet med Pallywood-produktioner er i denne sammenhæng at udstille Israel i negativt lys og palæstinenserne som ofre

## Oprindelse
Begrebet syntes første gang at have været brugt på Usenet i maj 2005, men professor Richard Landes fra Boston University krediteres normalt for at have populariseret begrebet med sin 2005 dokumentar Pallywood: According to Palestinian Sources.(VIDEO).
I dokumentaren viser Landes medieklip fra den israelske-palæstinensiske konflikt, hovedsageligt produceret af palæstinensiske freelancejournalister. Han argumenterer ud fra disse klip at palæstinensiske journalister har konstrueret og instrueret hændelser for deres propagandamæssige værdi som redskaber til at skabe et anti-Israel bias, ved at fremstille palæstinenserne som hjælpeløse ofre overfor israelsk magtanvendelse. Han mener at kunne datere denne slags systematisk mediemanipulation (som han kalder for "Pallywood") tilbage til den første Libanon krig i 1982, og argumentere for at vestlige nyhedsbureauer er for ukritiske i deres accept af palæstinensiske freelanceoptagelser.
Den amerikanske kommentator David Frum har beskrevet de klip som Landes har samlet sammen i sin dokumentar som "politisk propaganda", og videre at materialet, viser en "overraskende serie af falske begravelser, falske skududvekslinger og professionelle grædende bedstemødre. De kalder det palæstinensiske propagandakompleks for 'Pallywood' og stiller udfordrende spørgsmål omkring villigheden — velvilligheden — i store dele af medieverdenen til at lade sig bedrage", mens det israelske medienetværk Arutz Sheva i 2006 konstaterede at, "Pallywood" var blevet et almindeligt kendt ord på linje med "infotaintment", til at beskrive til mediedækningen af den arabiske-israelske konflikt., og den canadiske tænketank Mackenzie Institute i 2006 skrev at "Palæstinenserne [...] har bag dem en lang historie med at posere foran kameraet. Ambulancer har velvilligt dukket op for at hente ikke-eksisterende sårede, og der er det famøse "Gående Lig" fra en af de fabrikerede begravelser for de påståede massakrerede ofre i Jenin. En gang, efter israelere ved en fejltagelse var kommet til at ramme et hospital i Betlehem, gravede palæstinenserne lig op fra en nærliggende gravplads, smuglede dem ind ved hjælp af ambulancer og strøg dem omkring [...] og det kyniske "Pallywood" øgenavn fra engang bedragede journalister bliver forståeligt".

## Udbredelse
Begrebet "Pallywood" er ofte brugt blogospheren af forskellige bloggerer og debattører, især i løbet af den den israelske-libanesiske konflikten i 2006, hvor der var en del polemik omkring Hizbollahs styring af journalister og libanesiske freelancejournalisters manipulation af billedmateriale brugt af blandt andet Reuters, en skandale af nogle kaldet "Reutergate". I samme periode blev denne mediemanipulation også kaldet "Hizbollywood". Pallywood/Hizbollywood-mediemanipulationen blev set som et forsøg på at vinde "mediekrigen".

## Medier i Gazastriben
Den tyske journalist Thorsten Schmitz har skrevet at de største medieorganisationer, CNN, ABC News, Reuters og Associated Press alle næsten udelukkende arbejder med palæstinensiske kameramænd når der skal laves reportager fra Gazastriben. Arbejdet som kameramand for et vestligt nyhedsbureau anses som en af de mest lukrative beskæftigelser i de palæstinensiske områder, hvor nogle kameramænd kan tjene så meget som $250 om dagen – eller lige så meget som en anden palæstinensisk familie kan tjene på et halvt år. Schmitz bemærker at billederne der skal vise lidelserne i Gazastiben primært er produceret af palæstinenserne selv.

## Udvalgte eksempler
- Påstande om at optøjer og uro først opstår når pressen ankommer[20].
- Påståede fabrikationer omkring drengen Muhammad al-Durrahs død i september 2000[21][22][23]
- Fabrikerede personer (så som Ouze Merham) og falske citater i arabiske medier[24].
- Påståede arrangerede fotos og begravelser efter kamphandlingerne omkring Jenin i 2002[25].
- Påståede arrangerede begravelsesoptog[26].
- Påståede brug af sminke og specialeffekter til at skabe falske og arrangerede billeder af sårede og døde palæstinensere[27]
- Brug af efterredigeringsværktøjer, så som Paintshop, til at manipulere billeder.